# ادریس اوبا
ادریس اوبا (به ترکی آذربایجانی: Įdrisoba) یک منطقه مسکونی در جمهوری آذربایجان است که در شهرستان خاچماز واقع شده است. ادریس اوبا ۷۱۶ نفر جمعیت دارد.